# Moschea Banja Baši

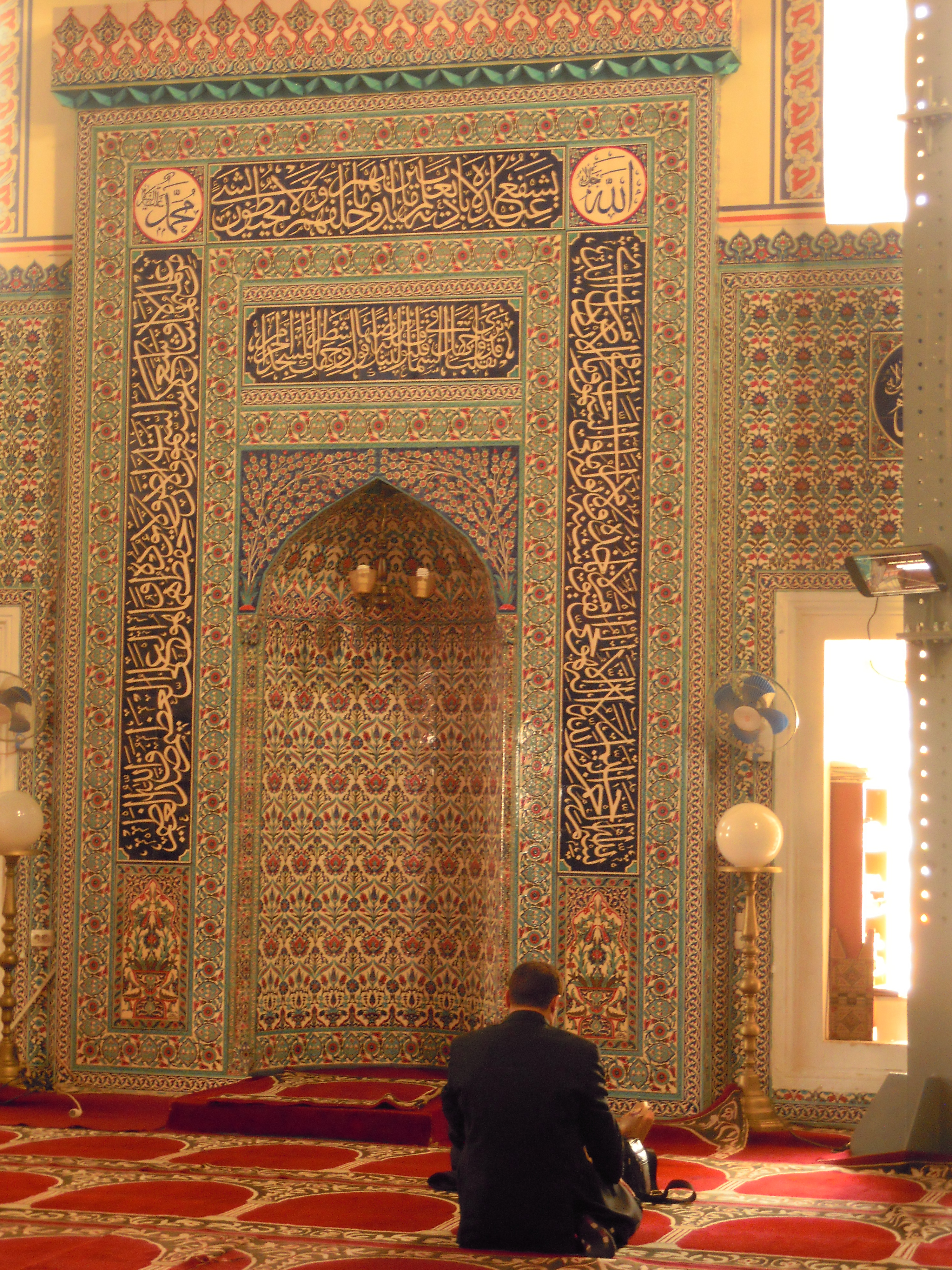
Moschea Banja Baši, Sofia

La moschea Banja Baši (in bulgaro Баня баши джамия?, Banja baši džamija) è una moschea ottomana di Sofia, capitale della Bulgaria. È la sola moschea di Sofia rimasta aperta al culto.

## Storia e descrizione
Il nome della struttura significa letteralmente molti bagni e fu costruita dal celebre architetto Sinān tra il 1566 ed il 1567.
L'ingresso è presentato da un portico sorretto da quattro pilastri e sormontato da tre cupole. Le volte interne del portico sono ornate con decorazioni floreali e muqarnas. A destra dell'ingresso si staglia il minareto in pietra e mattoni rossi. La sala della preghiera è sormontata da una singola grande cupola del diametro di 15 m. Gli interni della moschea sono decorati con iscrizioni coraniche e dipinti floreali.